# Centistes epicaeri
Centistes epicaeri är en stekelart som beskrevs av Muesebeck 1958. Centistes epicaeri ingår i släktet Centistes och familjen bracksteklar. Inga underarter finns listade.